# Soslán Daúrov
Soslán Daúrov –en bielorruso, Сослан Дауров– (Vladikavkaz, URSS, 15 de enero de 1991) es un deportista bielorruso que compite en lucha grecorromana.
En los Juegos Europeos obtuvo dos medallas, plata en Bakú 2015 y bronce en Minsk 2019. Ganó una medalla de bronce en el Campeonato Europeo de Lucha de 2017.

## Palmarés internacional
| Juegos Europeos    | Juegos Europeos     | Juegos Europeos   | Juegos Europeos |
| Año                | Lugar               | Medalla           | Categoría       |
| ------------------ | ------------------- | ----------------- | --------------- |
| 2015               | Bakú (Azerbaiyán)   | Medalla de plata  | 59 kg           |
| 2019               | Minsk (Bielorrusia) | Medalla de bronce | 67 kg           |
| Campeonato Europeo |                     |                   |                 |
| Año                | Lugar               | Medalla           | Categoría       |
| 2017               | Novi Sad (Serbia)   | Medalla de bronce | 66 kg           |